# Шабанов, Василий Филиппович
Васи́лий Фили́ппович Шаба́нов (17 мая 1940 года, д. Михайловка, Омская область) — советский и российский физик, организатор науки, специалист в области нелинейной оптики, спектроскопии кристаллов и фотоники. Академик РАН (2003).

## Биография
Родился в деревне Михайловка Седельниковского района Омской области 1 сентября 1940 года. При оформлении документов по ошибке в них была указана дата рождения 17 мая. Окончил окончил Сидельниковскую среднюю школу Омской области (1958) и Омский педагогический институт (1963), работал там же ассистентом кафедры физики. В 1964 году пришёл работать в Институт физики им. Киренского СО АН, в 1970 году защитил кандидатскую диссертацию «Температурные исследования спектров комбинационного рассеяния света малых частот органических кристаллов с водородными связями и молекулярных комплексов». Занимал должности заведующего лабораторией молекулярной спектроскопии и заведующего отделом оптики.
Доктор физико-математических наук (1984, диссертация «Комбинационное рассеяние света в анизотропных гетеродесмических кристаллах»), профессор (1986). Заместитель директора по науке Института физики им. Киренского СО АН (1984—2003), директор Института физики имени Л. В. Киренского СО РАН (2004—2011). Профессор Красноярского университета, начальник-организатор СКТБ «Наука» (1986—2009), председатель президиума Красноярского научного центра СО РАН (с 1988), директор НОЦ «Институт космических исследований и высоких технологий».
Член-корреспондент РАН с 7 декабря 1991 года по Секции физики, энергетики, радиоэлектроники (оптика); действительный член РАН с 22 мая 2003 года. В настоящее время научный руководитель Федерального исследовательского центра «Красноярский научный центр СО РАН».
Заместитель главного редактора журнала «Наука из первых рук», член редколлегии «Журнала Сибирского федерального университета. Сер. „Математика и физика“» и журнала «Оптика атмосферы и океана». Член научного совета РАН по проблеме «Спектроскопия атомов и молекул».
Заместитель председателя Бюро Совета директоров Институтов РАН; член Совета по координации деятельности региональных отделений и региональных научных центров РАН;
член Президиума и Бюро Президиума СО РАН, председатель Совета научных центров СО РАН, заместитель председателя Объединённого учёного совета по физическим наукам СО РАН. Входит в состав Ученых советов Сибирского федерального университета (СФУ) и Сибирского государственного аэрокосмического университета (СибГАУ); член Совета ректоров вузов Красноярского края.

## Научная деятельность
В сферу исследовательских интересов В. Ф. Шабанова вхоядт физико-химические свойства оптических сред; оптика и спектроскопия фотонно-кристаллических структур, молекулярных кристаллов, жидких кристаллов и композитных материалов на их основе; физикохимия оптических материалов; создание и исследование фотоннокристаллических структур с управляемыми спектральными свойствами для устройств опто- и СВЧ-электроники.
Исследовал оптические и спектральные характеристики анизотропных сред, занимался созданием на их основе оптоэлектронных элементов и устройств. В его работах установлен факт изменения поляризуемости молекул при переходе из свободного состояния в кристаллическое. Развиты количественные методы определения эффективных поляризуемостей и тензоров локального поля, таким образом решена задача, сформулированная ещё в классических работах X. Лоренца. Получил основные уравнения кристаллооптики.
В. Ф. Шабановым впервые показано, что потенциальная функция водородной связи в некоторых сегнетоэлектрических кристаллах имеет двухминимумный асимметричный вид уже в параэлектрической фазе, что объясняет эффект изотопического неизоморфизма. Обнаружен и интерпретирован эффект нелинейного резонанса колебаний вблизи Тс и выяснена роль нецентральных взаимодействий в динамике кристаллических решёток.
Для кристаллов, структура которых не описывается идеальной кристаллической решеткой, разработал метод вывода правил отбора для оптических и спектральных процессов, предсказал и реализовал экспериментально наблюдение в колебательных спектрах первого порядка фононов с ненулевыми волновыми векторами и согласование фаз волн первой и второй гармоник, за счет чего повышается эффективность преобразования лазерного излучения.
Установил связь между микроскопическими свойствами молекул и основными структурными и оптическими характеристиками жидких кристаллов (ЖК). Разработал методы определения параметра порядка Р2 и его дисперсии в жидких кристаллах с помощью комбинационного рассеяния света. Исследовал одномерные фотоннокристаллические (ФК) структуры, организованные на основе жидких кристаллов, разработал способ управления спектром пропускания и локализацией электромагнитного поля в дефектных модах ФК, выявил резонансное взаимодействие дефектных мод.
Разработал композитный материал с рекордным быстродействием на основе сегнетоэлектрических ЖК и на его основе создал модуляторы света. Создал работающие на новых принципах ЖК-индикаторы с использованием композитных материалов, сверхчувствительные приборы для количественного анализа веществ и качества поверхности.
Эти работы способствовали созданию физических основ управления оптическими свойствами фотоннокристаллических структур. Им разработаны физикохимические основы технологии получения новых материалов с уникальными свойствами при комплексной переработке техногенного сырья. Разработки защищены патентами России, США и Мексики, реализованы в промышленном масштабе при производстве теплоизоляционных материалов на ГРЭС-2 (г. Зеленогорск).

## Основные работы
- В. Ф. Шабанов, Е. М. Аверьянов, П. В. Адоменас, В. П. Спиридонов. Изучение ориентационной упорядоченности одноосных ЖК методом КР-спектроскопии // ЖЭТФ, т. 75, № 5, с.1926-1934, 1978.
- К. С. Александров, А. Н. Втюрин, В. Ф. Шабанов. Генерация второй оптической гармоники в несоразмерных фазах кристаллов // Письма в ЖЭТФ, т. 28, № 3, с .143, 1978.
- В. Ф. Шабанов, В. Г. Подопригора. Определение интенсивностей линий в спектрах комбинационного рассеяния решеточных колебаний 1,3,5-трихлобензола // Оптика и спектроскопия т. 41, № 6, с. 1069—1076, 1976.
- Vtyurin A.N., Ermakov V.P., Ostrovskii B.I., Shabanov V.F. Study of optical 2nd harmonic-generation in ferroelectric liquid-crystal. Physica status solidi B-Basic research, Vol. 107, 2, pp. 397—402, 1981[4].
- Г. Н. Жижин, Б. Н. Маврин, В. Ф. Шабанов. Оптические колебательные спектры кристаллов. М.: Наука, 1985, 240 с.
- А. Н. Ботвич, В. Г. Подопригора, В. Ф. Шабанов. Комбинационное рассеяние света в молекулярных кристаллах. Новосибирск: Наука, 1989, 221 с.
- С. Я. Ветров, А. Н. Втюрин, В. Ф. Шабанов. Колебательная спектроскопия несоразмерных кристаллов. Новосибирск: Наука, 1991, 124 с.
- В. Ф. Павлов, А. М. Погодаев, А. В. Прошкин, В. Ф. Шабанов. Производство теплоизоляционных пеносиликатных материалов. Новосибирск: изд-во СО РАН, 1999, 60 с.
- Безопасность России. Правовые, социально-экономические и научно-технические аспекты. Региональные проблемы безопасности. Красноярский край / Под ред. В. Ф. Шабанова. М.: МГФ «Знание», 2001, 576 с.
- В. Ф. Шабанов, В. Ф. Павлов. Технология новых материалов с заданными свойствами при комплексной переработке промышленных отходов // Теоретические основы химической технологии, т. 37, № 4, с .418-426, 2003.
- Оптика реальных фотонных кристаллов. Жидкокристаллические дефекты, неоднородности. Новосиб., 2005 (совм. с С. Я. Ветровым, А. В. Шабановым);
- В. Ф. Шабанов, Б. Н. Кузнецов., М.Л Щипко, Т. Г. Волова, В. Ф. Павлов. Фундаментальные основы комплексной переработки углей КАТЭКа для получения энергии, синтез-газа и новых материалов с заданными свойствами. Новосибирск, 2005. 220 с.;
- Фотонные кристаллы и нанокомпозиты. Структурообразование, оптические и диэлектрические свойства. Новосиб., 2009 (под ред. В. Ф. Шабанова, В. Я. Зырянова);
- В. Г. Архипкин, В. А. Гуняков, С. А. Мысливец, В. Я. Зырянов, С. Я. Вет-ров, В. Ф. Шабанов. Спектры пропускания одномерных фотонных кристаллов с жидкокристаллическим дефек-тообразующим слоем // Оптическая спектроскопия и стандарты частоты. Т. 3. / Под ред. Е. А. Виноградова, Л. Н. Синицы. Томск: Изд-во Института оптики атмосферы СО РАН, 2009. — С. 9-33.
- Метаматериалы и структурно организованные среды для оптоэлектроники, СВЧ-техники и нанофотоники. Новосиб., 2013 (в соавт.).

## Награды и признание
- медаль «За отвагу на пожаре»
- медаль «За освоение целинных земель»
- орден «За заслуги перед Отечеством» IV степени
- орден Почёта
- орден Дружбы (5 февраля 2024 года) — за большой вклад в развитие отечественной науки, многолетнюю плодотворную деятельность и в связи с 300-летием со дня основания Российской академии наук[5]
- кавалер Национального фонда «Общественное признание»
- Почётный гражданин Красноярска.